# Gamba
För andra betydelser, se Gamba (olika betydelser).

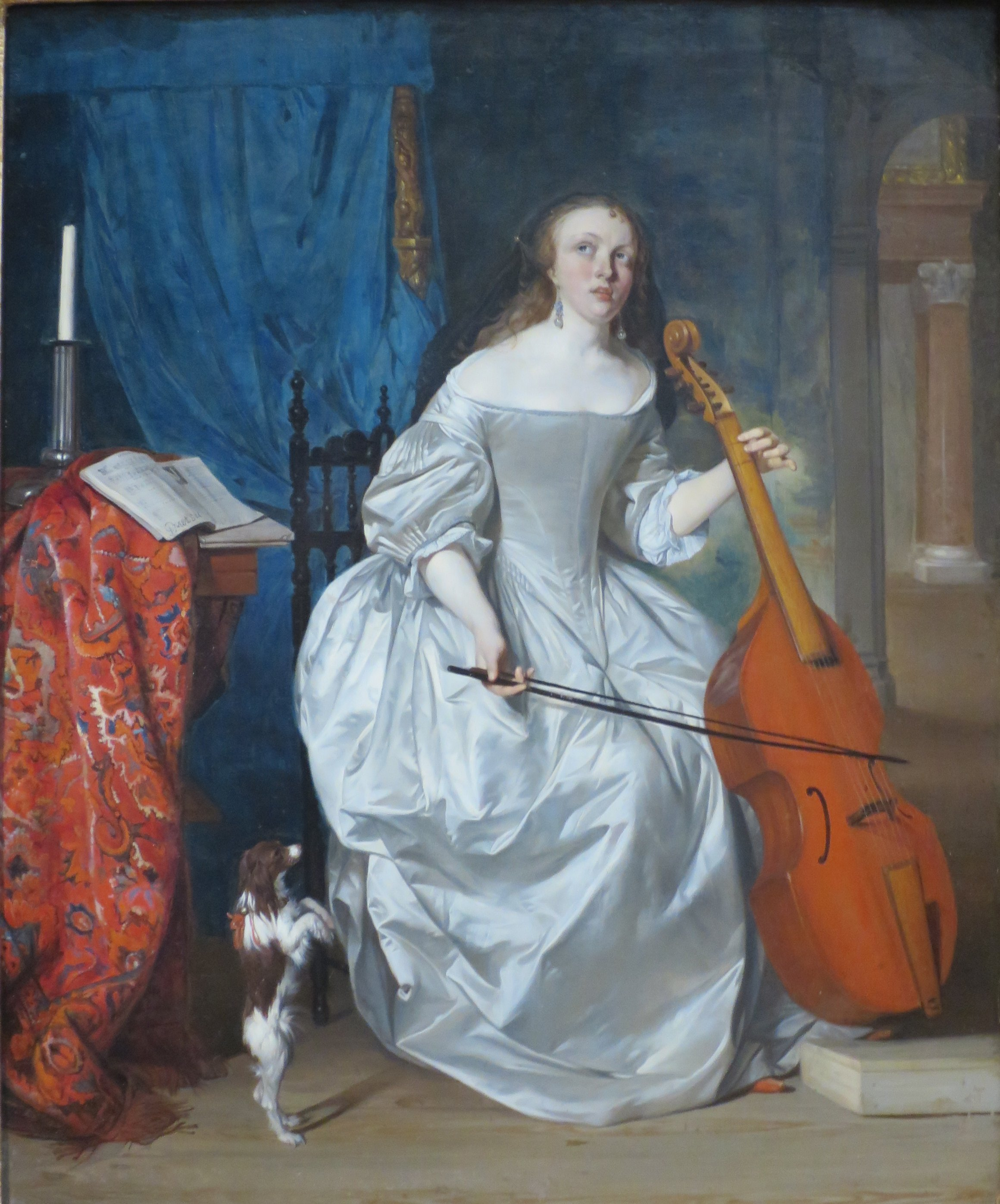
Kvinna som spelar viola da gamba av Gabriel Metsu, 1663

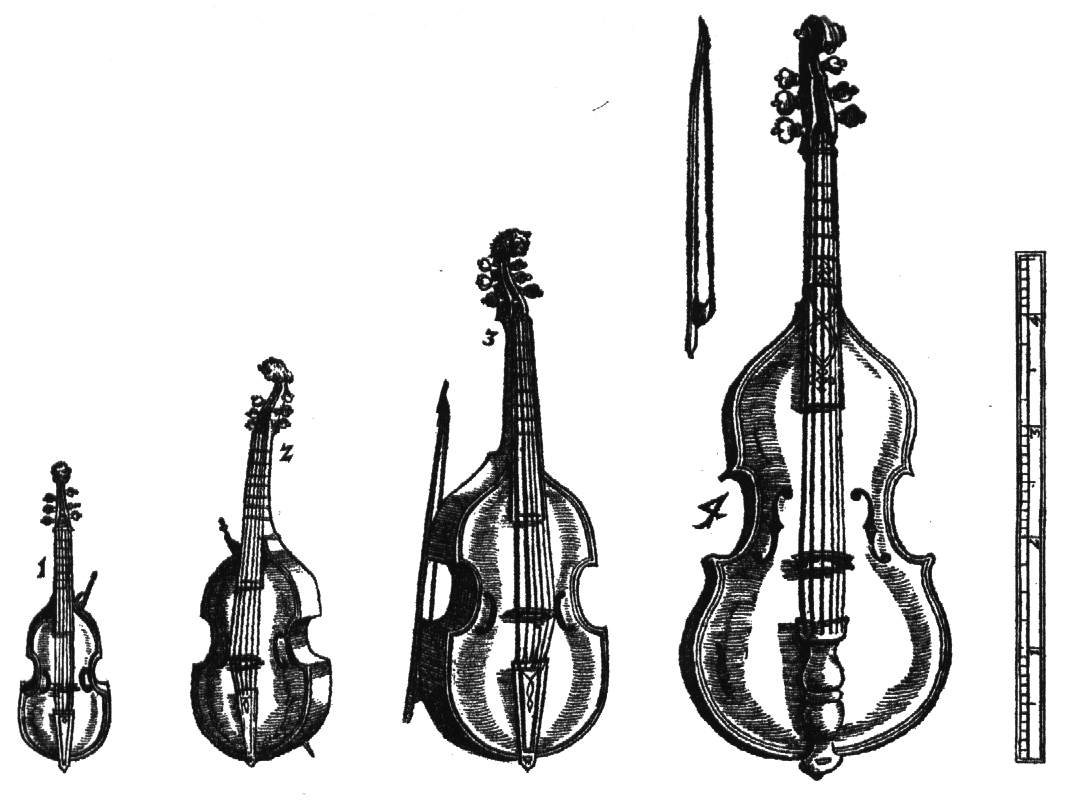
Viola da gamba av olika storlekar

Gamba, även viola da gamba eller bara viol (av italienska viola och gamba, 'ben'), är en familj stråkinstrument. Den är inte ursprunget till dagens fiolfamilj och ska inte förväxlas med dess medlem violan. Det enda av dagens stråkinstrument som är besläktat med gamban är kontrabas.

## Bakgrund
Gamba utvecklades under 1400-talet ur de äldre fiddla och rebec. Instrumentet fanns runt år 1500 i diskant-, tenor och basformer, och under 1500-talet utvecklades ytterligare en diskant- (pardessus de viole) och en basvariant (violone). De olika gambainstrumenten var vanliga särskilt under 1500-, 1600- och 1700-talen och fanns i flera storlekar och stämda på olika sätt.

## Särprägel
Gamban skiljer sig från dagens fiol bland annat genom sin bredare greppbräda och sina starkt sluttande "axlar". Den har dessutom fler strängar, greppband, flat botten och oftast C-formade ljudhål. Namnet viola da gamba syftar på att gamban inte hölls under hakan, som dagens fioler, utan mellan benen, vaderna (italienska: gamba). Jämför med viola da braccio som hölls med armarna (italienska braccio = arm), ett namn som finns kvar i tyskans Bratsche för altfiol, varav norskans bratsj.

## Kända musiker
Kända gambister är till exempel Jordi Savall, Sara Cunningham, Bengt Ericson, Sergei Istomin, Hille Perl, Markku Luolajan-Mikkola och Cécile Schott.

## Orgelstämma
Gamba, även Viola da gamba, är också en orgelstämma av typen labialstämma (läppstämma).

## Ljudexempel
- Carl Friedrich Abel (1723–1787) – Allegro, WKO 205, Framförd av Phillip W. Serna, Gamba (fil)
- Elway Bevin (ca.1554-1638) - Browning à3, Framförd av Phillip W. Serna, Gamba (fil)
- John Dowland (1563-1626) - M. George Whitehead His Almand, Lachrimae, No.21, Framförd av Phillip W. Serna, Gamba (fil)
- Leonora Duarte (1610-1678) - Sinfonia à5, No.7, Framförd av Phillip W. Serna, Gamba (fil)
- Michael East (ca.1580-1648) - Both alike, Fancy à2, No.3 (1638), Framförd av Phillip W. Serna, Gamba (fil)
- Alfonso Ferrabosco the Elder (1543-1588) - Fantasia 'Di Sei Bassi,’ Framförd av Phillip W. Serna, Gamba (fil)
- Gottfried Finger (ca.1660–1730) – Intrada, Framförd av ViolMedium (fil)
- Orlando Gibbons (bap.1583-1625) - Fantasia à4, No.1, Framförd av Phillip W. Serna, Gamba (fil)
- Orlando Gibbons (bap.1583-1625) - Fantasia à3 No.3 (1620), Framförd av Phillip W. Serna, Gamba (fil)
- Captaine Tobias Hume - Tobacco, No.3 (1605), Framförd av Phillip W. Serna, Gamba (fil)
- Captaine Tobias Hume (1569 - 1645) - The Spirit of Gambo (1607), Framförd av Phillip W. Serna, Gamba (fil)
- John Jenkins (1592-1678) - Pavan à6, Framförd av Phillip W. Serna, Gamba (fil)
- William Lawes (1602-1645) - Aire à4, VdGS No.112, Framförd av Phillip W. Serna, Gamba (fil)
- Thomas Lupo (1571-1628) - Fantasia à3 in d, VdGS No.26, Framförd av Phillip W. Serna, Gamba (fil)
- Marin Marais (1656–1728) – Pièces a Une Viole du Premier Livre (1686), Framförd av New Comma Baroque (fil)
- Marin Marais (1656–1728) – Sonnerie de Sainte-Geneviève du Mont de Paris,  La Gamme et Autres Morceaux de Symphonie (1723), Framförd av New Comma Baroque (fil)
- Étienne Moulinié (1599–1676) – Fantasia à4, VdGS No.2 (1639), Framförd av Phillip W. Serna, Gamba (fil)
- Diego Ortiz (1510-1570) - Recercada primera sobre tenores italianos from Trattado de Glosas, Libro Secundo (1553), Framförd av Phillip W. Serna, Gamba (fil)
- Picforth - In Nomine à5 (c.1578), Framförd av Phillip W. Serna, Gamba (fil)
- Henry Purcell (1659-1695) – In Nomine à6, Z.746 (1680), Framförd av Phillip W. Serna, Gamba (fil)
- Christoph Schaffrath (1709–1763) – Duetto, Framförd av ViolMedium (fil)
- John Taverner In Nomine a4, Framförd av Phillip W. Serna, Gamba (fil)
- Georg Philipp Telemann (1681-1767) - Concerto, TWV 52a1.ogg, Framförd av New Comma Baroque (fil)
- Thomas Tomkins (1572-1656) - A Sad Paven à5 for These Distracted Tymes, MB53 (1649), Framförd av Phillip W. Serna, Gamba (fil)
- John Ward (1571-1638) - Fantasia à6, VdGS No.1, Framförd av Phillip W. Serna, Gamba (fil)